# Ochsenfurt
Ochsenfurt (pronunciación en alemán: /ˈɔksn̩ˌfʊʁt/ⓘ) es un municipio situado en el distrito de Wurzburgo, en el estado federado de Baviera (Alemania), con una población a finales de 2016 de unos 11 398 habitantes.
Se encuentra ubicado al noroeste del estado, en la región de Baja Franconia, cerca de la orilla del río Meno —un afluente derecho del Rin— y de la frontera con el estado de Baden-Wurtemberg.

## Galería

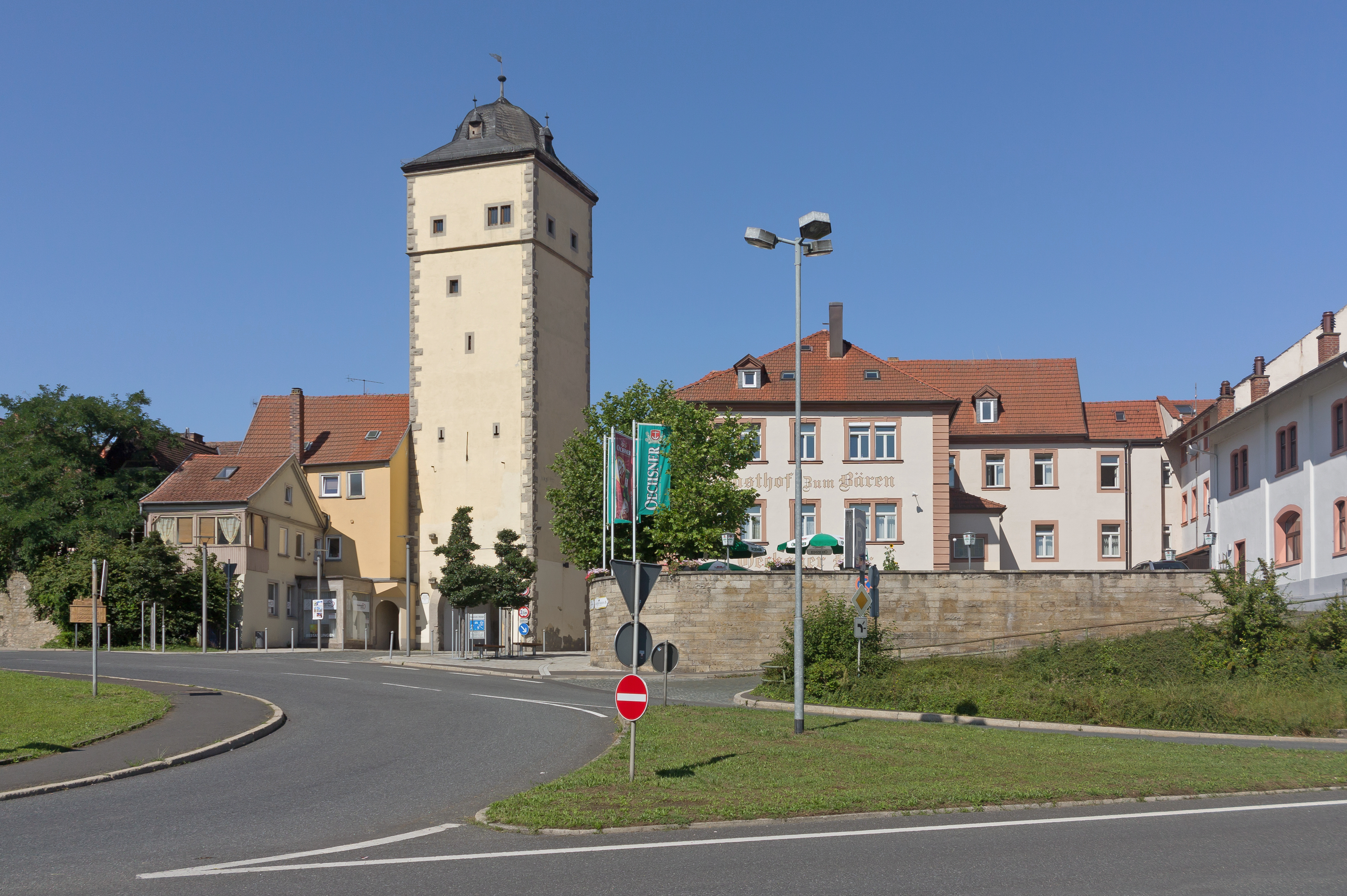
Ochsenfurt, vista en la calle (Hauptstrasse -Zwinger) con la puerta (Oberen Tor)
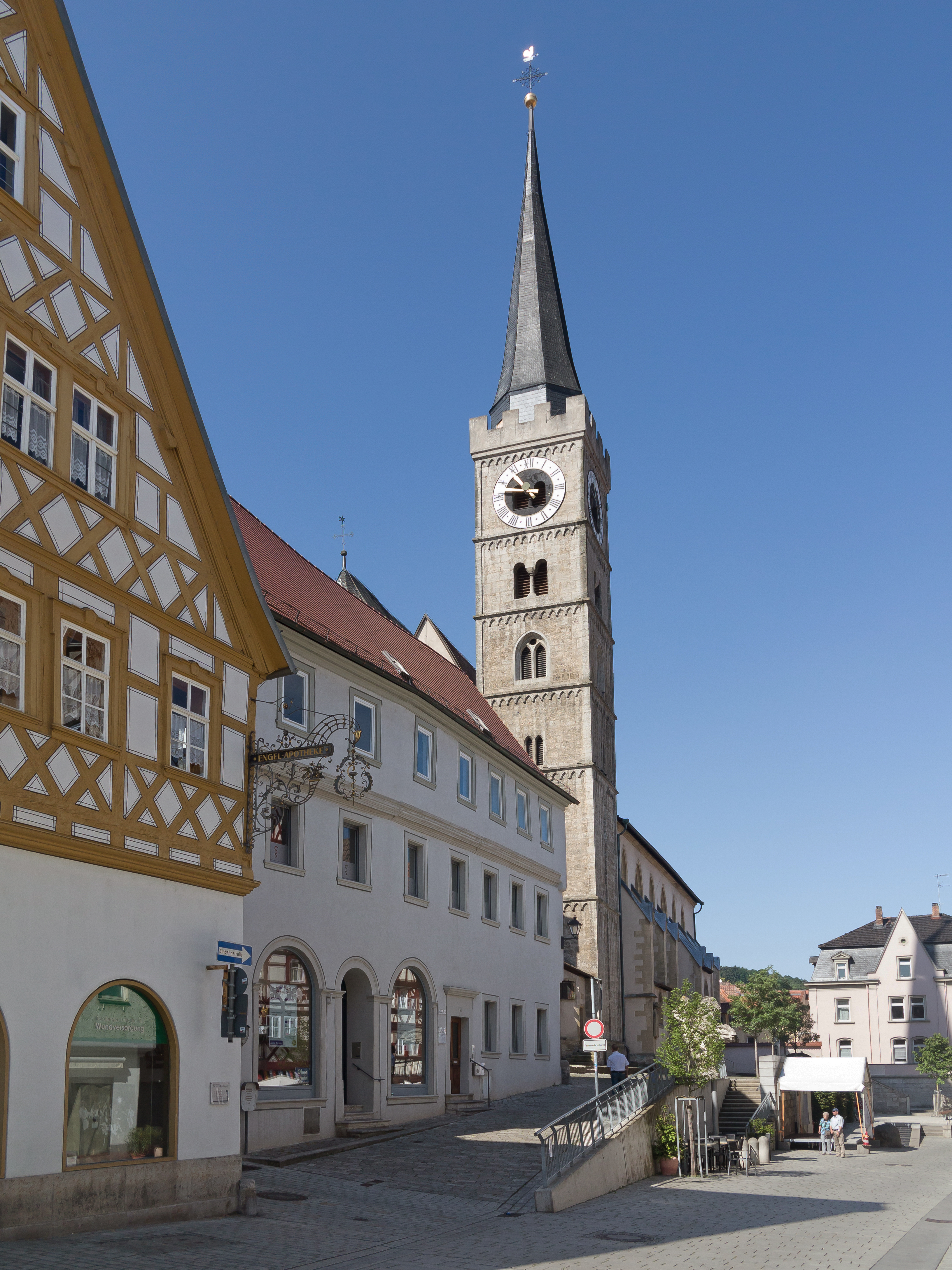
Ochsenfurt, la iglesia catolica: Pfarrkirche Sankt Andreas
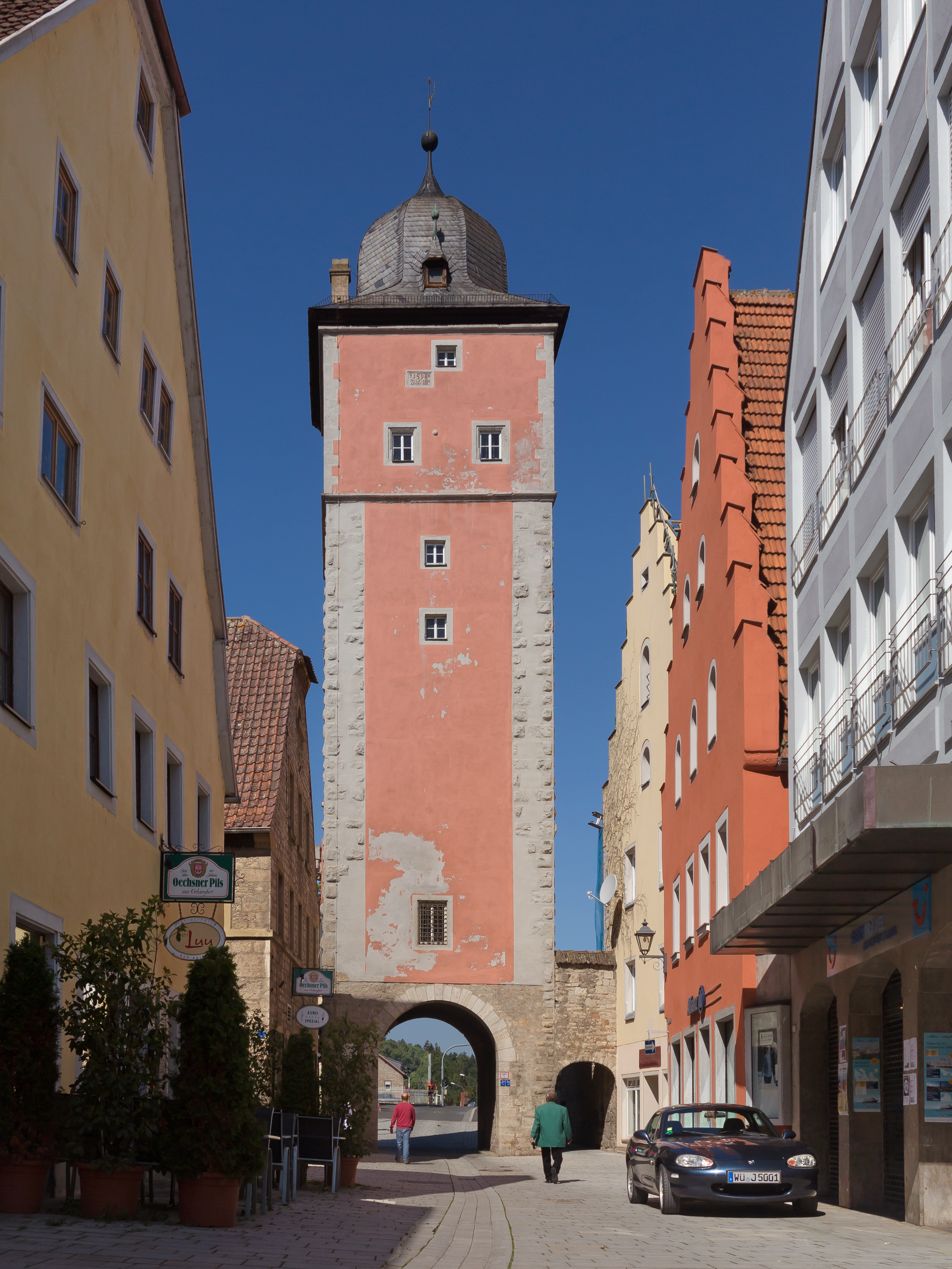
Ochsenfurt, la puerta: Klingentor
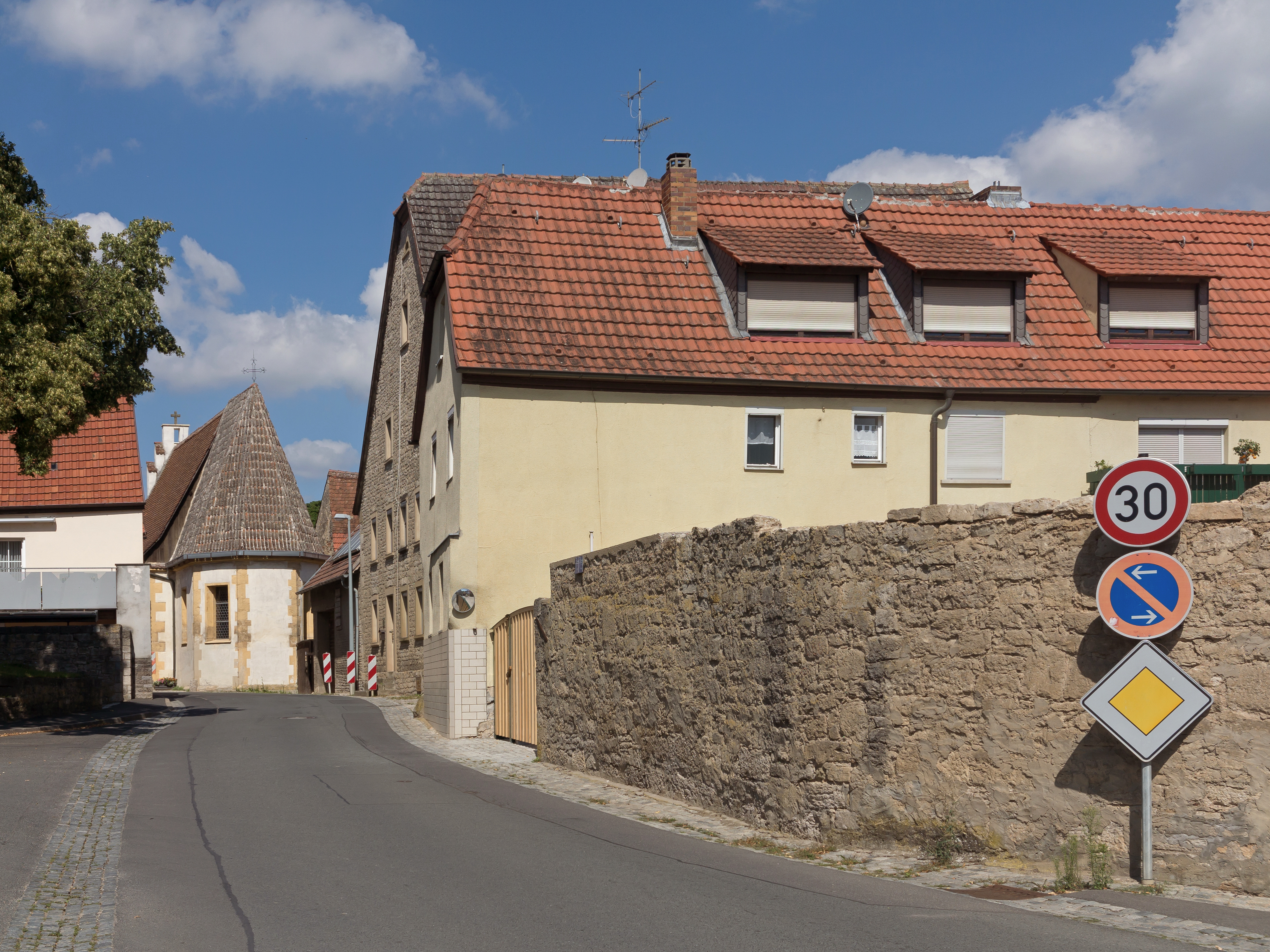
Gossmanndorf, vista en la calle: Zielweg-Zehnhofstrasse